# Gruppo funzionale

L'acetato di benzile ha un gruppo funzionale estere (in rosso), una parte acetilica (cerchiata con verde scuro) e una parte benzilossi (cerchiata con arancione chiaro). Si possono fare altre divisioni.

Un gruppo funzionale, in chimica organica, indica una parte della struttura di una molecola caratterizzata da specifici elementi e da una struttura ben definita e precisa, che conferisce al composto una reattività tipica e simile a quella di altri composti contenenti lo stesso gruppo. In buona sostanza, un gruppo funzionale costituisce "il centro della reattività chimica della molecola". Il concetto di gruppo funzionale è analogo a quello di ione e di radicale.

## Elenco di alcuni gruppi funzionali
Tra i gruppi funzionali più comuni vi sono:
| nome del gruppo funzionale | formula del gruppo funzionale | classe di composti contenenti il gruppo funzionale | prefisso                       | suffisso              |
| -------------------------- | ----------------------------- | -------------------------------------------------- | ------------------------------ | --------------------- |
| fenile                     | -C6H5                         | Idrocarburi aromatici                              | fenil-                         | -benzene              |
| alogenuro                  | -F -Cl -Br -I (generico: -X)  | Alogenuri alchilici                                | fluoro-; cloro-; bromo-; iodo- | -alogenuro            |
| alo-formile                | -CO-X                         | Alogenuri acilici                                  |                                | alogenuro di ...-oile |
| gruppo amminico primario   | -NH2                          | ammine primarie                                    | ammino-                        | -ammina               |
| gruppo amminico secondario | -NHR                          | ammine secondarie                                  | alchilammino-                  | -alchilammina         |
| gruppo amminico terziario  | -NRR'                         | ammine terziarie                                   | alchilammino-                  | -alchilammina         |
| gruppo imminico primario   | >C=NH                         | immine primarie                                    | immino-                        | -immina               |
| gruppo imminico secondario | >C=NR                         | immine secondarie                                  | alchilimmino-                  | -alchilimmina         |
| gruppo ammidico primario   | -CO-NH2                       | ammidi primarie                                    | carbossammide-                 | -ammide               |
| gruppo ammidico secondario | -CO-NHR                       | ammidi secondarie                                  | alchilcarbossammide-           | -alchilammide         |
| gruppo ammidico terziario  | -CO-NRR'                      | ammidi terziarie                                   | alchilcarbossammide-           | -alchilammide         |
| gruppo -azo-               | -N=N-                         | Azocomposti                                        | -azo-                          | -azo-                 |
| gruppo azido-              | -N3                           | Azoturi                                            | azido-                         |                       |
| gruppo nitro-              | -NO2                          | Nitroderivati                                      | nitro-                         |                       |
| gruppo nitroso-            | -N=O                          | Nitrosocomposti                                    | nitroso-                       |                       |
| gruppo ciano-              | -C≡N                          | Nitrili                                            | ciano-                         | -nitrile              |
| gruppo -cianato            | -O-C≡N                        | Cianati                                            |                                | -cianato              |
| gruppo -isocianato         | -N=C=O                        | Isocianati                                         |                                | -isocianato           |
| gruppo -tiocianato         | -S-C≡N                        | Tiocianati                                         |                                | -tiocianato           |
| gruppo -isotiocianato      | -N=C=S                        | Isotiocianati                                      |                                | -isotiocianato        |
| gruppo -carbammico         | -O-CO-NH-                     | Uretani                                            |                                | -carbammato           |
| fulminato                  | -CNO                          | fulminati                                          |                                | fulminato-            |
| idrossile                  | -OH                           | Alcoli                                             | idrossi-                       | -olo                  |
| carbonile                  | -CO-                          | Acidi carbossilici, Aldeidi, Chetoni, Esteri       |                                |                       |
| carbossile                 | -COOH                         | Acidi carbossilici                                 | carbossi-                      | acido ...-oico        |
| formile                    | -CHO                          | Aldeidi                                            | formil-                        | -ale                  |
| acile                      | -CO-R                         | Chetoni                                            | alcoil-                        | -one                  |
| gruppo acilossi            | -CO-O-R                       | Esteri                                             |                                | -oato di alchile      |
| gruppo alcossi             | -O-R                          | Eteri                                              | alcossi-                       | -alchil etere         |
|                            | -O-O-R                        | Perossidi                                          | alcoperossi-                   | -alchil perossido     |
| gruppo solfidrilico        | -SH                           | Mercaptani                                         | mercapto-                      | -tiolo                |
|                            | -S-R                          | Solfuri                                            | alchiltio-                     | -alchil solfuro       |
| gruppo solfonico           | -SO2-R                        | Solfoni                                            |                                | -alchil solfone       |
|                            | -SO2-OH                       | Acidi solfonici                                    |                                | acido ...-solfonico   |

Su un'unica molecola possono coesistere più gruppi funzionali diversi come, ad esempio, negli amminoacidi.
Gli atomi di carbonio adiacenti a quello cui il gruppo funzionale è legato vengono detti α, i successivi β e così via.

## Correlazioni sui gruppi funzionali
Ogni molecola può essere vista come l'insieme di più gruppi funzionali associati tra loro. Partendo da questo presupposto, sono state messe a punto delle correlazioni di tipo sperimentale che, partendo dalla conoscenza del tipo e del numero di gruppi funzionali presenti in una molecola, permettono di predire (con una certa approssimazione) il valore delle grandezze chimico-fisiche (ad esempio viscosità, tensione superficiale, calore di fusione) del composto preso in esame.
In pratica a ogni gruppo funzionale è associato un contributo (ottenuto per via sperimentale da misure effettuate su molti composti chimici che contengono il gruppo funzionale in questione), quindi sommando i contributi associati a tutti i gruppi funzionali della molecola in esame si ottiene il valore stimato. Essendo delle correlazioni, il valore della grandezza chimico-fisica così ottenuto può variare anche sensibilmente dal valore ottenuto da misure sperimentali dirette, quindi questo metodo viene utilizzato solo nel caso in cui non si abbia a disposizione il valore sperimentale oppure se il grado di precisione richiesto dal calcolo non è elevato.